# Vaillant (azienda)
Vaillant è un'industria tedesca appartenente alla Vaillant Group, con sede a Remscheid, produttrice di impianti destinati al riscaldamento e al condizionamento domestico. È stata fondata nel 1874 ed è ancora proprietà della famiglia Vaillant.

## Storia
Nel 1874, Johann Vaillant si mise in proprio con una società di installazione principale, dando così inizio all'odierno Gruppo Vaillant. Vaillant richiese il suo primo brevetto nel luglio 1894 per il riscaldatore a bagno a gas "a sistema chiuso", aprendo così il mercato. Con la sua stufa è stato possibile riscaldare per la prima volta l'acqua, che era igienica e non conteneva residui di gas di combustione. Già nel 1905, Vaillant introdusse una versione compatta a parete del riscaldatore a bagno a gas, presentando così un'innovazione per il riscaldamento dell'acqua calda. La caldaia per il riscaldamento centralizzato è stata sviluppata nel 1924. L'uso precedente di stufe individuali in ogni stanza non era più necessario, poiché questa caldaia poteva riscaldare un intero edificio da una posizione centrale.
Franz Wilhelm è entrato a far parte dell'azienda nel 1955, ne è stato amministratore delegato dal 1966 al 1989 e ha fatto parte del comitato degli azionisti fino al 1994. Ha trasformato l'azienda in leader di mercato. 
Nel 1961, Vaillant è stata la prima azienda a lanciare sul mercato un riscaldatore a parete: il "Circo-Geyser MAG-C 20". Con il "Combi-Geyser VCW 20", Vaillant presentò un'altra innovazione nel 1967. Per la prima volta, il dispositivo combinava la tecnologia del riscaldamento e dell'acqua calda e poteva essere adattato alle esigenze individuali. Il primo riscaldatore a parete a gas a controllo elettronico di Vaillant è arrivato sul mercato nel 1974.
Nel 1983, Vaillant introdusse la serie Thermoblock con scambiatore di calore in acciaio inossidabile, modulazione continua e accensione elettronica. Nel 1995 è stato lanciato sul mercato il primo riscaldatore a parete a condensazione di Vaillant. Vaillant ha mosso i primi passi nel campo delle energie rinnovabili un anno dopo. La gamma di prodotti è stata ampliata con i sistemi solari termici per il riscaldamento dell'acqua potabile. Nel 1999, Vaillant ha celebrato il suo 125° anniversario con 40 milioni di elettrodomestici venduti e ha vinto il German Quality Award. La produzione di pompe di calore dell'azienda è stata avviata nel 2006 presso la sede di Gelsenkirchen. L'anno successivo, la Stiftung Warentest ha assegnato alla pompa di calore Vaillant geoTHERM plus la valutazione "Buono" come miglior prodotto.  Nel 2008, l'azienda ha avviato la propria produzione di collettori solari piani presso lo stabilimento di Gelsenkirchen. Nel 2010 è stata lanciata sul mercato la prima pompa di calore a gas con zeolite. Nel 2011, grazie a una collaborazione con Honda, è stata aggiunta alla gamma di prodotti una micro centrale di cogenerazione con il nome di prodotto "Vaillant ecoPOWER 1.0".

## Prodotti
Produce sistemi di riscaldamento e di climatizzazione includendo anche soluzioni eco-compatibili ad alto risparmio energetico, orientate all'utilizzo delle energie rinnovabili. Tra i prodotti si annoverano sistemi solari termici, pompe di calore, sistemi di ventilazione per edifici a bassa energia, apparecchi per il riscaldamento ad alta efficienza alimentati da combustibili fossili e con sistemi di controllo intelligenti.

## Brand
Dal 1899, Vaillant è conosciuto come un marchio con il coniglio nel suo logo. Johann Vaillant trovò l'idea di un marchio inconfondibile in una domenica di Pasqua nella rivista mensile cattolica Alte und Neue Welt. Si imbatté in un quadro del pittore di Plauen Hermann Vogel, in cui il coniglietto pasquale si schiude da un uovo. Johann Vaillant acquistò il dipinto con i diritti d'autore e ne fece il suo marchio di fabbrica. Nel corso degli anni, il coniglio nell'uovo ha subito nove innovazioni nel design. Tuttavia, la strategia di base che Johann Vaillant perseguì fin dall'inizio fu mantenuta. Oltre al tipico coniglio, c'era anche il colore aziendale verde.